# Giulio Visconti Borromeo Arese

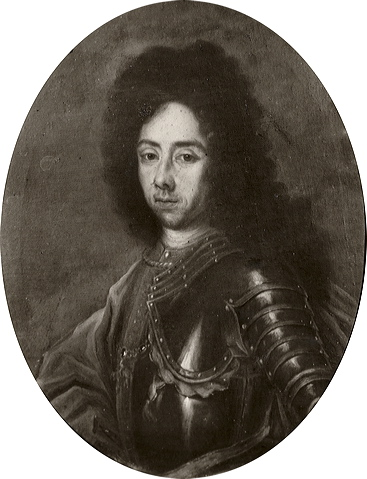
Giulio Visconti Borromeo Arese

Giulio Visconti Borromeo Arese, graaf van Brebbia (1664-1750), was een Italiaans (Milanees) diplomaat in dienst van de Habsburgse monarchie.
Visconti was afkomstig uit een zijtak van het huis Visconti, de graven van Brebbia, en tevens de laatste vertegenwoordiger van deze tak. 
Na de Vrede van Baden stelde hij zich in dienst van de nieuwe, Oostenrijkse, heersers over het hertogdom Milaan. 
Vanaf 1721 deed hij uitbreidingswerken aan het ouderlijke buitenverblijf in Lainate, de Villa Visconti Borromeo Arese Litta. In 1722 werd Visconti door keizer Karel VI benoemd tot ridder in de (Oostenrijkse) Orde van het Gulden Vlies.
Visconti werd van 1726 tot 1732 als gevolmachtigd minister toegevoegd aan aartshertogin Maria Elisabeth voor de regering van de Oostenrijkse Nederlanden. 
Hij verliet deze post om de functie op te nemen van onderkoning in Napels. In het voorjaar van 1734 moest hij evenwel uit Napels vluchten voor de oprukkende troepen van Karel III van Spanje. 